# Tutto questo sei tu
Tutto questo sei tu è un singolo del cantautore italiano Ultimo, pubblicato il 13 dicembre 2019 come primo estratto del quarto album in studio Solo.

## Descrizione
Il brano, scritto e prodotto dallo stesso cantautore, è una ballad dedicata alla persona amata, che grazie alla sua presenza riesce a dare significato anche alle cose più piccole. Questo sogno porta però con sé anche la paura che esso possa essere perso e che l'amore possa svanire per via della distanza. Il brano si sviluppa verso la fine, tramite un crescendo di suoni, con la presenza di un coro gospel.
Il cantautore ha inoltre parlato così del singolo:

## Promozione
Il brano è stato presentato in anteprima dallo stesso il 12 dicembre 2019 durante la finale della tredicesima edizione del talent show X Factor.

## Video musicale
Il video musicale, nato da un'idea dello stesso cantautore e diretto da Emanuele Pisano è stato pubblicato il 18 dicembre 2019 attraverso il canale YouTube del cantautore e ha visto la partecipazione degli attori italiani Vittoria Puccini ed Edoardo Leo.
Il 12 marzo 2020 è stato pubblicato sullo stesso canale YouTube il video live ai Capitol Records Studios di Los Angeles della versione acustica del brano.

## Tracce
Testi e musiche di Niccolò Moriconi.
1. Tutto questo sei tu – 4:05

## Successo commerciale
In Italia il brano è stato il 59º più trasmesso dalle radio nel 2020.

## Classifiche

### Classifiche settimanali
| Classifica (2019) | Posizione massima |
| ----------------- | ----------------- |
| Italia            | 1                 |

### Classifiche di fine anno
| Classifica (2020) | Posizione |
| ----------------- | --------- |
| Italia            | 59        |